# Paratopula demeta
Paratopula demeta är en myrart som beskrevs av Bolton 1988. Paratopula demeta ingår i släktet Paratopula och familjen myror. Inga underarter finns listade i Catalogue of Life.